# Potentilla subtrijuga
Potentilla subtrijuga är en rosväxtart som först beskrevs av Franz Theodor Wolf, och fick sitt nu gällande namn av Sergei Vasilievich Juzepczuk. Potentilla subtrijuga ingår i Fingerörtssläktet som ingår i familjen rosväxter. Inga underarter finns listade i Catalogue of Life.